# Danica Simšič
Danica Simšič (ur. 22 lutego 1955 w Lublanie) – słoweńska dziennikarka i polityk, parlamentarzystka, w latach 2002–2006 burmistrz Lublany.

## Życiorys
Ukończyła studia z zakresu filologii słoweńskiej na Uniwersytecie Lublańskim. Pracowała w Radiotelevizija Slovenija (początkowo w radiu, później telewizji) jako prezenterka wiadomości, reporterka i wydawca. Następnie była prezenterką i redaktorką głównego telewizyjnego programu informacyjnego TV Dnevnik.
W latach 90. zaangażowała się w działalność polityczną. W latach 1992–1996 z ramienia Demokratycznej Partii Słowenii sprawowała mandat posłani do Zgromadzenia Państwowego. W 1997 ubiegała się o urząd burmistrza, zajmując 3. miejsce. W 2000 ponownie wybrana do słoweńskiego parlamentu, kandydując tym razem ze Zjednoczonej Listy Socjaldemokratów. W grudniu 2002 zwyciężyła w wyborach na burmistrza Lublany. Urząd ten sprawowała do listopada 2006. Pozostała później przez kilka lat członkinią rady miejskiej.